# Kenneth Rooks
Kenneth Rooks, född 21 oktober 1999 i Portland, är en amerikansk friidrottare som tävlar i hinderlöpning.

## Karriär
Kenneth Rooks är tvåfaldig amerikansk mästare. Han tog med tiden 8.06,41 silver på 3 000 meter hinder vid OS 2024. Tiden var en förbättring av hans personliga rekord med nästan 9 sekunder.